# スウェーデン3フィート軌間

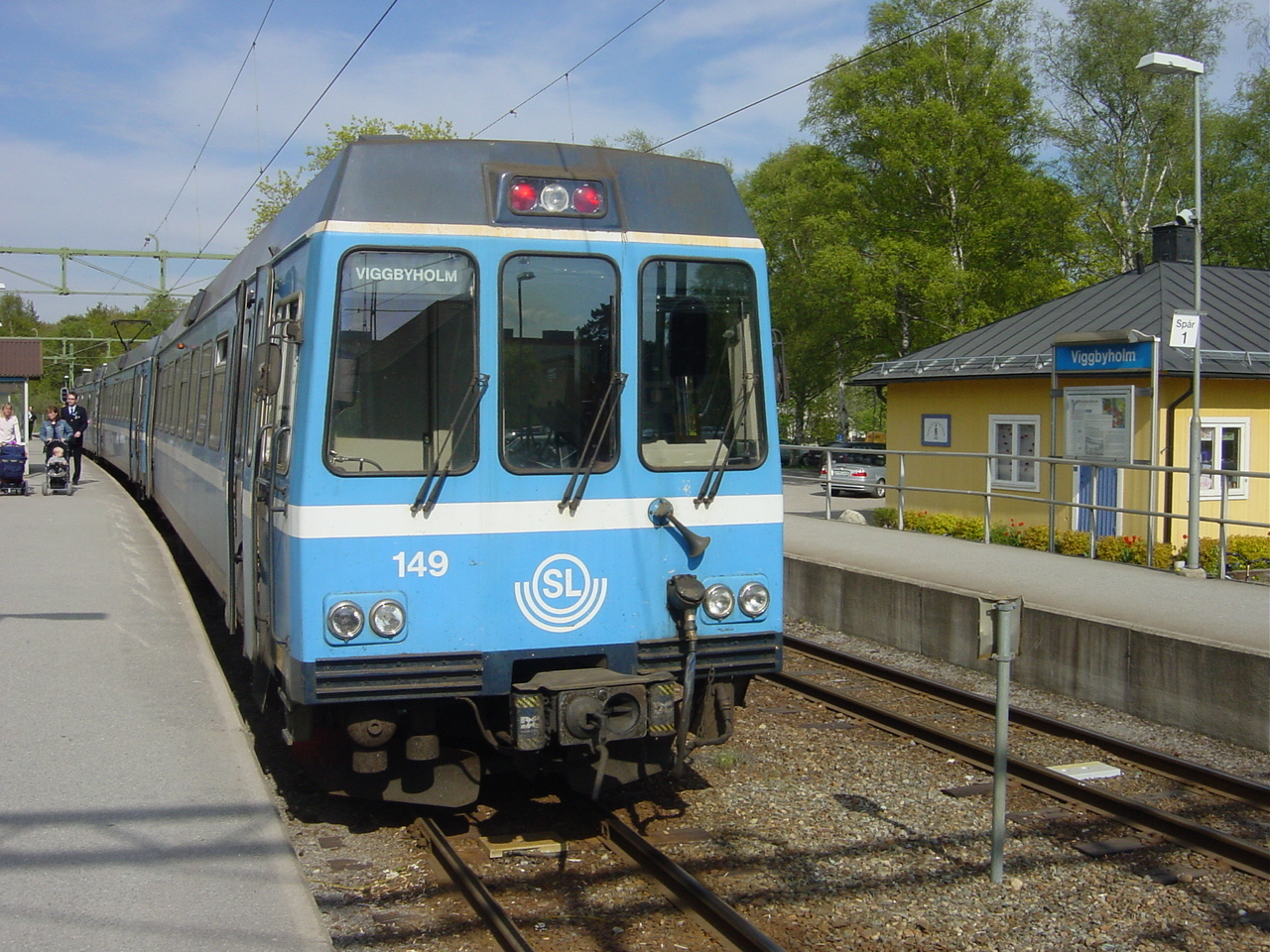
ロスラグスバナンの車両

スウェーデン3フィート軌間(スウェーデン語:"trefotsbanor") は、軌間が891 mm (2フィート11+3⁄32インチ)の狭軌の一種である。この長さは、かつてスウェーデンで使われていた長さの単位では、3フィート（スウェーデン）に値する。この軌間の鉄道はスウェーデンにのみ存在する。この軌間はスウェーデンで最も一般的な狭軌であった。
スウェーデンには、かつて広範な狭軌鉄道が張り巡らしていたが、現在ほとんどが廃止された。一部は標準軌に改軌され（最新では、ベルガとカルマル間を結ぶカルマル - ベルガ・ヤルンヴェーグ線（KBJ）が1970年代に改軌)、数路線は保存鉄道として現存している。
現在も一般運行しているスウェーデン3フィート軌間の鉄道は、ストックホルム北東部の郊外鉄道であるロスラグスバナン(ストックホルム-ロスラーゲン鉄道)が唯一である。この鉄道をストックホルム・アーランダ空港に接続する新しい路線の計画もある。
ロスラグスバナンの支線であるロンゲンスバナンは1911年に建設された。本線の輸送能力を高めるために改良の計画を見越して孤立した標準軌の路面電車として数年間走ったが、本線の改良計画はなくなったため、1934年、支線は、本線と同じ軌間に改軌された。その支線は、1966年に廃止された。
ノルトマルク・クラレルヴェンス・ヤルンヴェーグ(The Nordmark-Klarälvens Järnväg, 略称：NKlJ)は、1873年から建設された異なる路線を由来とする175kmのネットワークであった。1920年に電化し、15両のAEG機関車が導入された。1961年に5両の新型機関車(ASEA)が導入された。ネットワークは1990年に解体された。カールスタード - スコゴール間だけが標準軌に改軌され、スウェーデン国鉄に移管した。
現存するスウェーデン3フィート軌間の鉄道で最長の路線は、オーセダからビルセラム、ハルトフレッド、ヴェステルヴィクまでの126 kmの保存鉄道である。その区間のヴェステルヴィーク - ジェニー間の4 kmは、標準軌との三線軌条である。夏には、ハルトスフレッドとヴェステルヴィーク間の70kmにて、観光列車が毎日運行されている。南端部の27 km(オーセダ - ヴィルセラム)には観光レールバスが運行しているが、運行頻度は低い。中央部の29 km(ヴィルセラム - ハルトフレッド)は、軌道自転車で走行しているか、まったく使用されていないかの状態である。
ヴァステナ - フォーゲルスタ狭軌鉄道は、エステルイェートランド地方の大規模なネットワークの一部であった。